# اپل ام۱
اپل ام۱ (انگلیسی: Apple M1) یک سیستم مبتنی بر آرم بر روی یک تراشه (SoC) است که توسط شرکت اپل به عنوان واحد پردازش مرکزی (CPU) و واحد پردازش گرافیک (GPU) برای رایانه‌های مکینتاش و تبلت‌های آی‌پد پرو طراحی شده‌است. از تراشه Apple A14 Bionic آنها الهام گرفته شده‌است. همچنین این اولین تغییر اساسی در مجموعه دستورالعمل‌های استفاده شده توسط رایانه‌های مکینتاش از زمان انتقال مک به پردازنده‌های اینتل در سال ۲۰۰۶ است. اپل ادعا می‌کند که دارای سریعترین هسته پردازنده «در حالت سیلیکون کم مصرف» و بهترین عملکرد پردازنده جهان در هر وات است.
علاوه بر مک‌اواس و آی‌پداواس، پشتیبانی اولیه M1 SoC در هسته لینوکس در تاریخ ۲۷ ژوئن ۲۰۲۱ با نسخه ۵٫۱۳ منتشر شد.

## طراحی

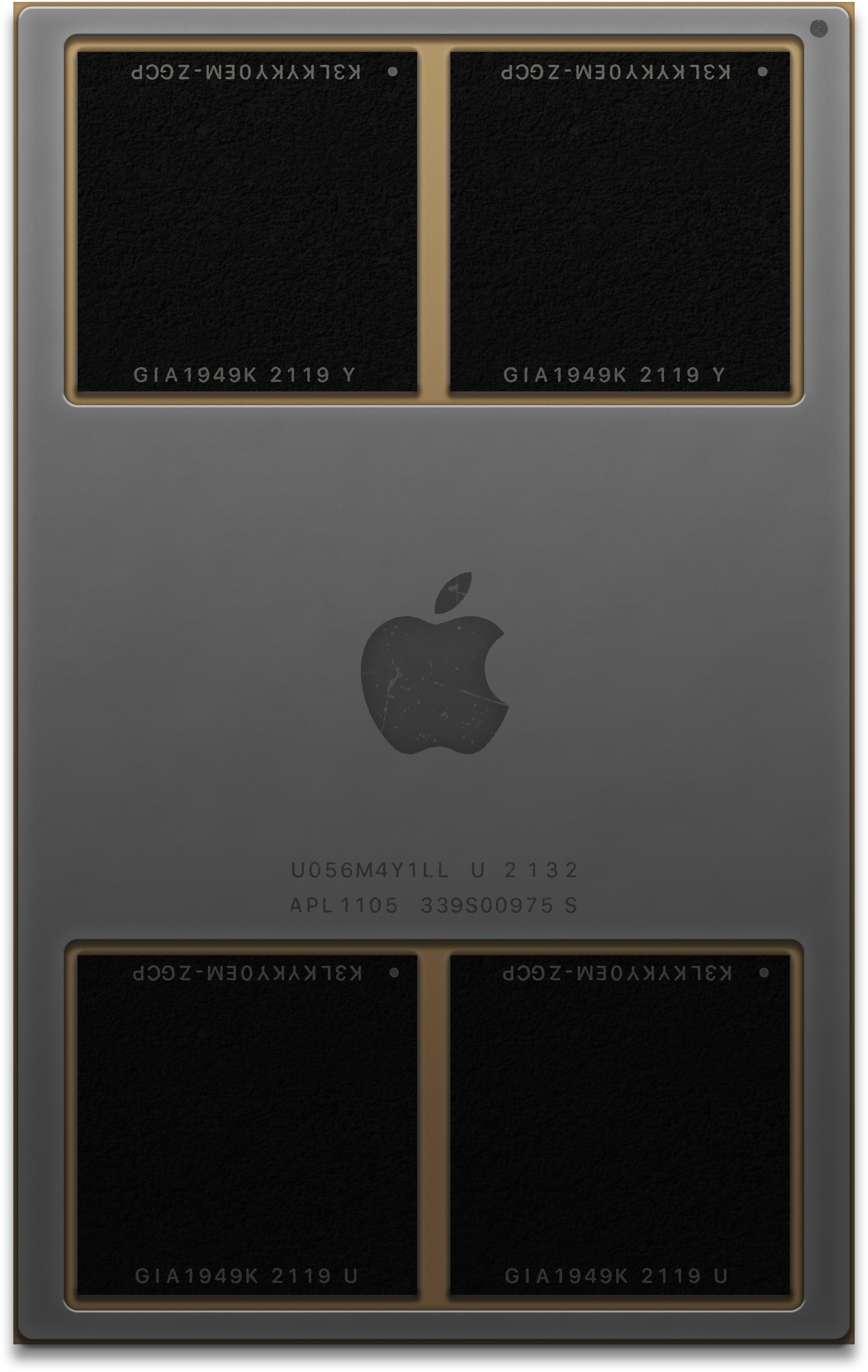
تصویری از ریزپردازنده M1 Max اپل

### واحد پردازش مرکزی (CPU)
پردازنده M1 دارای چهار هسته عملکرد بالا به اسم "Firestorm" و چهار هسته کم مصرف به اسم "Icestorm" است. این روش چینش هسته‌ها ابتدا در پردازنده A14 Bionic دیده شده‌است. این پردازنده از پیکر بندی هیبریدی استفاده می‌کند که مشابه با آن را می‌توان در پردازنده‌های Lakefield و Raptor Lake از شرکت اینتل دید. این ترکیب باعث بهینه‌سازی ای در مصرف انرژی این پردازنده می‌شود که تا قبل از آن با معماری اپل-اینتل ممکن نبود. اپل ادعا می‌کند که هسته‌های کم مصرف یک دهم انرژی هسته‌های عملکرد بالا را مصرف می‌کنند. هسته‌های عملکرد بالا داری حافظه نهان L1 با حجم نامتعارف و بزرگ 192KB برای دستورات و حافظه نهان L1 با حجم 128KB برای داده هستند و علاوه بر آن به حافظه نهان L2 اشتراکی با حجم 12MB نیز دسترسی دارند. هسته‌های کم مصرف دارای حافظه نهان L1 با حجم 128KB برای دستورات و حافظه نهان L1 با حجم 64KB برای داده هستند و علاوه بر آن به حافظه نهان L2 اشتراکی با حجم 4MB نیز دسترسی دارند. علاوه بر موارد گفته شده این سیستم روی یک تراشه (SoC) دارای یک حافظه نهان سطح سیستم (SLC) با حجم 8MB است که با واحد پردازش گرافیک (GPU) به اشتراک گذاشته‌است.
پردازنده‌های نسخه پرو و مکس (M1 Pro و M1 Max) از همان معماری ARM big.LITTLE مشابه با پردازنده اصلی استفاده می‌کنند. با این تفاوت که دارای هشت هسته عملکرد بالا "Firestorm" و دو هسته کم مصرف "Icestorm" هستند که در مجموع ده هسته (البته نسخه پایین رده M1 Pro هشت هسته دارد) دارند. هسته عمکرد بالا در سرعت ۳۲۲۸ مگاهرتز و هسته کم مصرف در سرعت ۲۰۶۴ مگاهرتز تنظیم شده‌است. هشت هسته عملکرد بالا به دو خوشه تقسیم شده‌اند. هر خوشه عملکرد بالا دارای حافظه نهان L2 اشتراکی با حجم 12MB می‌باشد. دو هسته کم مصرف از یک حافضه نهان L2 با حجم 4MB به صورت مشترک استفاده می‌کنند. نسخه پرو و مکس به ترتیب از حافظه نهان سطح سیستم (SLC) با حجم 24MB و 48MB استقاده می‌کنند.
پردازنده نسخه اولترا (M1 Ultra) در واقع دو تراشه M1 Max را در یک پکیج کنار هم قرار داده‌است و در مجموع بیست هسته واحد پردازش مرکزی (CPU) و 96MB حافظه نهان سطح سیستم (SLC) دارد.

### واحد پردازش گرافیک (GPU)
پردازنده M1 به صورت یکپارچه داری یک واحد پردازش گرافیک (GPU) هشت (در بعضی مدل‌های پایه هفت) هسته ای است که توسط خود شرکت اپل طراحی شده‌است. هر هسته GPU به ۱۶ واحد اجرایی تقسیم شده‌است که هر کدام از آنها شامل هشت واحد محاسبه و منطق (ALU) است. در مجموع GPU پردازنده M1 حداکثر دارای ۱۲۸ واحد اجرایی یا ۱۰۲۴ ALU است که اپل ادعا می‌کند توانایی اجرای حداکثر تا ۲۴٬۷۵۶ ریسمان اجرایی را دارا است و همچنین عملکرد ممیّز شناور (FP32) آن به ۲٫۶ ترافلاپس می‌رسد.
در نسخه پرو پردازنده (M1 Pro) شاهد یک GPU با ۱۶ هسته (۱۴ هسته در برخی مدل‌های پایه) هستیم در حالی که در نسخه مکس آن (M1 Max) شاهد یک GPU با ۳۲ هسته (۲۴ هسته در برخی مدل‌های پایه) هستیم. در مجموع واحد پردازش گرافیک پردازنده M1 Max دارای حداکثر ۵۱۲ واحد اجرایی یا ۴۰۹۶ ALU است که اپل ادعا می‌کند عملکرد ممیّز شناور (FP32) آن به ۱۰٫۴ ترافلاپس می‌رسد.
پردازنده نسخه اولترا (M1 Ultra) یک واحد پردازش گرافیک ۴۸ یا ۶۴ هسته ای است که حداکثر شامل ۸۱۹۲ ALU است و ادعا شده‌است که عملکرد ممیّز شناور (FP32) آن به ۲۱ ترافلاپس می‌رسد.

### حافظه
پردازنده M1 از یک حافظه LPDDR4X SDRAM صد و بیست و هشت بیتی استفاده می‌کند. در واقع پکربندی حافظه به صورت یکپارچه است که در تمامی اجزا پردازنده رعایت شده‌است. در واقع تراشه‌های سیستم روی یک تراشه (SoC) و حافظه (RAM) کنار هم نصب شده‌اند که به آن طراحی سیستم در یک پکیج هم می‌گویند. پیکربندی‌های 8GB و 16GB در دسترس هستند.
نسخه پرو پردازنده (M1 Pro) از حافظه LPDDR5 دویست و پنجاه و شش بیتی استفاده می‌کند و نسخه مکس آن (M1 Max) از حافظه مشابه ولی با ظرفیت پانصد و دوازده بیت استفاده می‌کند. در حالی که حافظه M1 پهنای‌باند 66.67GB/s دارد، M1 Pro پهنای‌باند 200GB/s و M1 Max پهنای‌باند 400GB/s را دارا می‌باشند. نسخه پرو در پیکربندی‌های 16GB و 32GB و نسخه مکس در پیکربندی‌های 32GB و 64GB موجود هستند.
پردازنده نسخه اولترا (M1 Ultra) با گذرگاه حافظه ۱۰۲۴ بیتی و پهنای‌باند حافظه 800GB/s دو برابر مشخصات فنی M1 Max را دارا است و در پیکربندی‌های 64GB و 128GB موجود است.

### دیگر ویژگی‌ها
پردازنده M1 شامل یک سخت‌افزار اختصاصی شبکه عصبی (Neural Engine شانزده هسته‌ای) است که قابلیت انجام ۱۱ تریلیون عملیات در ثانیه را دارد.